# Cleora fieldi
Cleora fieldi là một loài bướm đêm trong họ Geometridae.